# Hiroshi Nagai
Hiroshi Nagai foi um pesquisador pioneiro da agricultura tropical na olericultura, que trata de cultivo de hortaliças, no Brasil. Nascido no Japão, emigrou para o Brasil onde estudou e se formou agrônomo pela Escola Nacional de Agronomia, hoje  Universidade Federal Rural do Rio de Janeiro, em Seropédica. Trabalhou no setor de virologia e no setor de Hortaliças do Instituto Agronômico de Campinas, o IAC, em Campinas, liderando pesquisas sobre hortaliças resistentes a doenças, como doenças causadas por vírus, bactérias e fungos, e melhoramento genético de plantas para condições de clima e solo, e com aceitação no mercado consumidor brasileiro. Entre seus trabalhos mais relevantes estão o tomate, pimentão e alface, que resultaram em sementes nacionais amplamente aceitas pelos produtores rurais das principais regiões brasileiras. Em reconhecimento às contribuições à pesquisa científica brasileira, Nagai recebeu prêmios como o "Marcílio de Souza Dias" e o "Frederico de Menezes Veiga", láureas máximas da Sociedade de Olericultura do Brasil - SOB e da Embrapa, respectivamente.